# 箴言
『箴言』（しんげん、ヘブライ語：מִישְׁלֵי､ ミシレイ）は、ユダヤ教では「諸書」の1つであり、キリスト教では知恵文学の1つとして『詩篇』の後に置かれる。題名はヴルガータ訳におけるタイトル『Liber Proverbiorum』に由来する。
内容は教訓の集合で、様々な徳や不徳とその結果、日常における知恵や忠告等である。『箴言』中の格言の多くはソロモン王によって作られたとされている。これは、律法に関する五書がモーセの名で呼ばれているように、知恵文学（箴言、コヘレトの言葉、雅歌）はソロモンの名で呼ばれるからである。実際は彼以外にも複数の作者の言葉が収められている。

## 名称とマーシャールの意味
書名であるミシュレーは、マーシャールの複数・連語型であり、第1章1節の「ミシュレー・シェロモー・ベン・ダヴィド」（ダヴィドの子ソロモンの箴言）に由来する。マーシャールの原義は類似または比較であり、箴言・格言という意味のほかに、歌、託宣、嘲り、たとえ、一般に知れ渡っている語、諺など聖書中に多義的に使用されている。同語根の動詞マーシャルは「例えを語る」他に「～を支配する」を意味し、マーシャールは単なる言葉ではなく、人を支配し、その有り様を左右するような力ある言葉なのである。
また聖書においてはマーシャールと並んで「謎」を意味するヒーダーが併用されている。
たとえ話と訳されているものがマーシャールであり、なぞがヒーダーであり、箴言自体にもこの組み合わせは使われている。
箴言（マーシャール）、比喩（メリツァー）、知恵のあることば（デバル・ハカミーム）、なぞ（ヒードーターム）は類語として、いずれも明示的に知られることのない知恵の言葉を示している。
箴言において、マーシャールは知恵（ホフマー）と密接な関係にある。このマーシャール‐ホフマーの領域を伝統的に司る職分として、賢者（ハカーミーム）が聖書では考えられている。
賢者はまた長老とも言われ、祭司や預言者と並列する存在であったことが知られる。
七十人訳でのギリシャ語では書名としてのミシュレーは、「格言」を意味する「パロイミアイ」と翻訳されたが、本文中では「比喩、たとえ」を意味する「パラボレー（複数形パラボライ）」と訳されている。またそれは福音書においても同じである。
これら「たとえ」の原語が「パラボレー」であるが、ここで引用されている詩篇78:2のヘブライ語原典ではマーシャールである。

## ユダヤ教での正典化
ユダヤ法典ミシュナーのアヴォート・ナタンでは、「最初、箴言、雅歌、コヘレトの言葉は取り下げられた、後に大協議会が霊的に説明するまで取り下げられたままだった」と伝えている。これによれば箴言は前3世紀には正典化されたことになるが、その後5世紀はその地位には揺らぎがあった。その経過はバビロニア・タルムードに収録されている。
最終的にこれら知恵文書はソロモンの作品として正典の立場は確定した。

## 内容
- 序文（1:1-1:7）
- ソロモンの格言1（1:8-9:18）
- ソロモンの格言2（10:1-22:16）
対句表現が多用されている。
- 賢人の教訓1（22:17-24:22）
- 賢人の教訓2（24:23-24:34）
- ソロモンの格言3（25:1-29:27）
- アグルの言葉（30:1-30:33）
- レムエルの言葉（31:1-31:31）